# Phosphatidylcholine phospholipase C
 (mars 2012).
Si vous disposez d'ouvrages ou d'articles de référence ou si vous connaissez des sites web de qualité traitant du thème abordé ici, merci de compléter l'article en donnant les références utiles à sa vérifiabilité et en les liant à la section « Notes et références ».
La phosphatidylcholine phospholipase C (PLC) est une enzyme qui catalyse l'hydrolyse de la liaison phosphodiester entre le glycérol et le phosphate dans la phosphatidylcholine (PC) et autres phosphatides, comme la sphingomyéline (SM) et la phosphatidyléthanolamine (PE).
L'activité PC-PLC a été décrite dans plusieurs organismes de la bactérie aux mammifères. Dans les cellules des mammifères, l'enzyme a été trouvé dans les érythrocytes, lymphocytes, tissu musculaire, tissu adipeux et le système nerveux.
L'hydrolyse de la PC par la PC-PLC conduit à la production de phosphocholine et du diacylglycérol (DAG) qui est connu comme étant un second messager lipidique important. La dégradation du PC par la PC-PLC est activée par plusieurs facteurs incluant les cytokines, les facteurs de croissance, les ions calcium et les mitogènes.
La dégradation du PC est impliquée dans la transduction du signal intracellulaire régulant le métabolisme cellulaire, la croissance, la différenciation et l'induction de l'apoptose.